# HMS Endurance
Le HMS Endurance est un patrouilleur des glaces de la Royal Navy qui a été en service de 1967 à 1991. 
Le bâtiment est connu pour avoir participé à la guerre des Malouines en 1982. La capitulation a été signée à son bord.

## Histoire
Le navire est construit pour Lauritzen Lines (en) par le chantier naval allemand Kröger-Werft (de) à Rendsburg en 1956 et baptisé du nom d'Anita Dan. Le gouvernement britannique l'achète en 1967 et Harland & Wolff le convertit. Il est commissionné par la Royal Navy en tant que HMS Endurance, du nom du trois-mâts goélette Endurance qui avait pris part à l'expédition de l'explorateur Ernest Shackleton en Antarctique en 1914, l'expédition Endurance.